# Jaureguiberry (1893)
El Jauréguiberry fue un acorazado del tipo "de torres" perteneciente a la llamada "flota de muestras" que precedieron a los posteriores acorazados de tipo pre-dreadnought. Fue construido en 1893, dado de baja en 1920 y desguazado en 1934. 
El buque recibía su nombre en honor al almirante Bernard Jauréguiberry (1815-1887), quien fue Ministro de Marina dos veces en 1879-1880

## Diseño y descripción

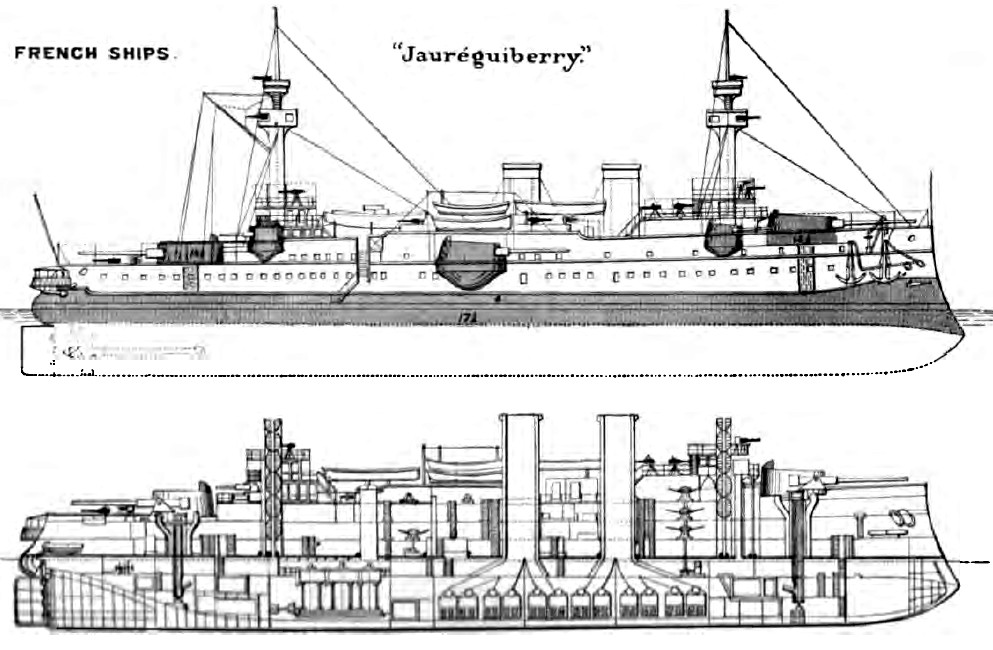

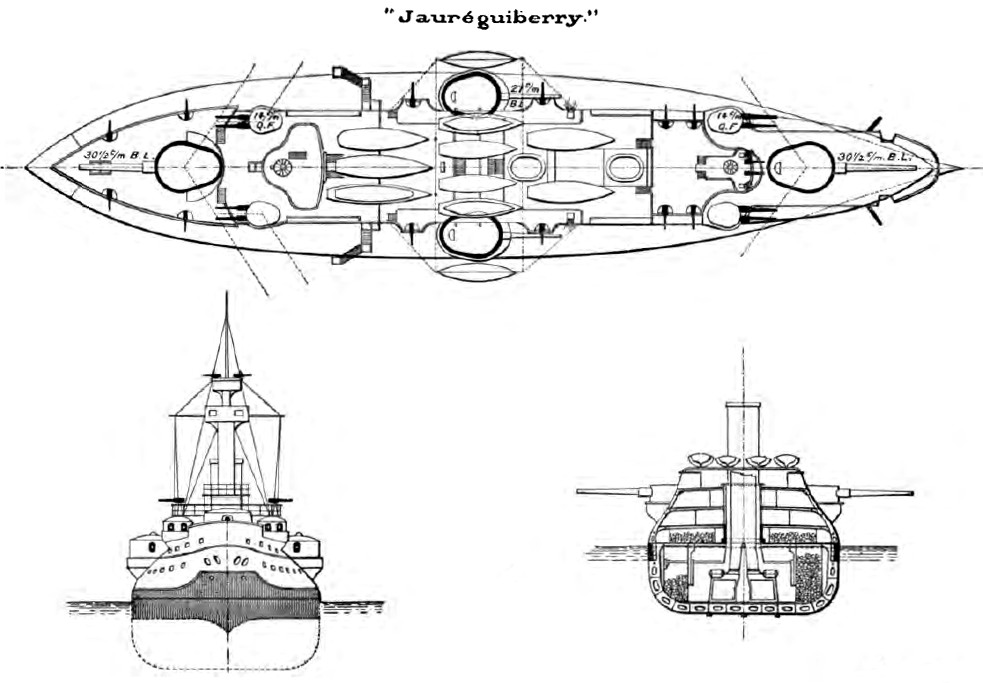

El diseño del Jauréguiberry así como de los acorazados Charles Martel, Carnot, Massena y Bouvet, provenía del programa naval de 1890 llamado en Francia flotte d'échantillons ("flota de muestras"). Los cinco buques de guerra fueron construidos en diferentes niveles: el programa mínimo especificaba solo la composición de la artillería principal y un desplazamiento máximo de 12 000 trb .

## Armamento
Su diseño de instalación de la artillería principal correspondía al llamado "acorazado de torres"; unidades en las que la instalación de los cañones se había hecho en parte en el eje de simetría y en parte se habían dispuesto simétricamente a los lados. Como ejemplos de este modo de instalación figuran los acorazados franceses de la Clase Magenta (1887-1890) y el Jaureguiberry, que tenían cuatro puntos con cañones, de uno en uno, en barbeta o en torre-barbeta, uno de ellos a proa y el otro a popa del reducto central, con eje en el plano de simetría, y otros dos en el centro del buque, pero dispuestos simétricamente, el uno a estribor y el otro a babor.
El armamento principal consistía en dos cañones de 305 mm y 45 calibres (Canon de 305 mm Modèle 1887) en dos torretas de un solo cáñón, a proa y popa. Cada torreta tenía un arco de fuego de 250°. Los cañones podrían oscilar verticalmente entre los -5° y los 15° y disparaban proyectiles de 340 kg, con una cadencia de un disparo por minuto a una velocidad de salida de 780 m/s que le daban un alcance de 13 000 m en la máxima elevación.
Su armamento secundario consistía en dos cañones de 274 mm (Canon de 274 mm Modèle 1887) en dos torretas de un solo cañón a cada banda en medio del barco. Ocho cañones de 138 mm/45 (Canon de 138,6 mm Modèle 1891) fueron montados  en cuatro torres dobles, dispuestas en los cuatro ángulos de la superestructura con 160° de arco de fuego; estas armas podían bajarse a -10° y elevarse a + 25°. Disparaban proyectiles perforantes de 36,5 kg en una velocidad de salida de 725 m/s que les daban un alcance de 16 000 m en su cota máxima. Su cadencia de fuego era de unos cuatro disparos por minuto.
Para la defensa contra torpederos le fue instalada una gran variedad de armas de diferentes calibres. Las fuentes no están de acuerdo sobre el número y tipo, indicando que posiblemente fueron cambiadas durante la vida de la nave. Todas las fuentes coinciden en cuatro de 65 mm/50. Estos cañones disparaban un proyectil de metralla de 4,1 kg una velocidad de salida de 715 m/s. Entre 12 y 14 (dependiendo de las fuentes) cañones de tiro rápido de 47 mm (Canon de 47 mm Hotchkiss Modèle 1885) que fueron montados en las cofas de combate y en la superestructura; disparaban un proyectil de 1,49 kg a 610 m/s a una distancia máxima de 4000 m; su tasa máxima teórica de fuego era de quince disparos por minuto, pero de solo siete disparos por minuto de fuego sostenido. Gibbons y Gardiner coinciden en que ocho cañones revólver de 37 mm (1,5 in) Hotchkiss (5 tubos) fueron montados en las superestructuras de proa y popa, aunque ninguno se enumera por d'Ausson; disparaban un proyectil que pesaba alrededor de 0,50 kg a una velocidad de salida de unos 610 m/s a una velocidad de 30 disparos por minuto con un alcance de alrededor de 3200 m.
Fue inicialmente equipado con seis tubos lanzatorpedos de 450 mm. Dos por encima del agua en la proa y en la popa y uno en cada banda bajo el agua. Los tubos no sumergidos fueron removidos durante una reforma en 1906.

## Propulsión
Sus dos máquinas de vapor eran verticales de triple expansión, construidas también por Forges et Chantiers de la Méditerranée y como novedad, fue el primer acorazado al que se le instalaron veinticuatro calderas acuotubulares Lagraffel d'Allest mucho más ligeras que las pirotubulares. En los ensayos se desarrollaron 14 441 cv  (10 769 kW) que impulsaron a la nave a una velocidad máxima de 17,71 nudos (32,80 kmh; 20,38 mph). Cargaba normalmente  750 t de carbón, pero podría llevar un máximo de 1080 t, lo cual le daba un radio de acción de 3920 nmi a 10 nudos(7260 km; 4510 millas a 19 km/h).

## Blindaje
El Jauréguiberry tenía un total de 3960 t de armadura de acero al níquel; igual a un 33,5% de su desplazamiento normal. El blindaje de su línea de flotación variaba desde los 160 a 400 mm de espesor. Por encima de ella, el cinturón superior era de entre 120 y 170 mm; las partes con más protección eran las de los tubos lanzatorpedos no sumergidos. Un blindaje de 90 mm en la cubierta descansaba sobre la parte superior de la correa de la línea de flotación. Las torres de sus cañones de 305 mm fueron protegidas por 280-370 mm de blindaje mientras sus torretas secundarias tenían un blindaje de 100 mm. Las paredes de su puente de mando eran de 250 mm de espesor.

## Historial de servicio
El Jauréguiberry se ordenó el 8 de abril de 1891 y su quilla se puso en grada en noviembre en los astilleros Forges et Chantiers de la Méditerranée en La Seyne-sur-Mer . Fue botado el 27 de octubre de 1893 y estuvo completado para comenzar sus pruebas el 30 de enero de 1896. Un tubo en una de sus calderas estalló el 10 de junio durante un ensayo de las máquinas, matando a seis tripulantes e hiriendo a tres. Dos meses más tarde sufrió un accidente durante los ensayos de su armamento principal. Finalmente fue entró en servicio el 16 de febrero de 1897, a pesar de que la explosión de la cámara de aire de un torpedo el 30 de marzo retrasó su asignación a la Flota del Mediterráneo hasta el 17 de mayo. El 20 de enero de 1902, explotó la cámara de aire de otro torpedo, matando a un marinero e hiriendo a tres. En septiembre se transportó el ministro de la Marina a Bizerta .
El Jauréguiberry fue transferido al Escuadrón del Norte en 1904 y llegó a Brest el 25 de marzo. Tuvo unos ligeros daños cuando tocó una roca mientras entraba entre la niebla el 18 de julio en Brest y en otro incidente su compartimento de dirección se inundó cuando se produjo una explosión  durante un ejercicio de lanzamiento de torpedos el 18 de mayo de 1905. Durante su visita a Portsmouth el 14 de agosto el Jauréguiberry embarrancó por un corto tiempo en el puerto exterior. Regresó a la Flota del Mediterráneo en febrero de 1907, donde fue asignado a la División de Reserva, y al año siguiente fue reasignado a la Tercera División. En 1909, las tercera y cuarta divisiones fueron convertidas en el 2º Escuadrón Independiente y trasladados al Atlántico en 1910. A partir del 29 de septiembre de 1910 los tubos de las calderas fueron renovados en Cherburgo. En octubre de 1912, el Escuadrón fue reasignado a la Flota del Mediterráneo y un año más tarde, en octubre de 1913, el Jauréguiberry fue trasladado a la División de Formación de la que se convirtió en su buque insignia en abril de 1914.
Al inicio de la Primera Guerra Mundial el Jauréguiberry fue asignado como escolta de los convoyes de tropas entre el norte de África y Francia; también escoltó un convoy de tropas indias en septiembre de 1914. Estuvo estacionado en Bizerta desde diciembre de 1914 hasta febrero de 1915 cuando navegó a Puerto Said para convertirse en el buque insignia de la División de Siria. El Jauréguiberry zarpó desde Puerto Said el 25 de marzo hacia los Dardanelos en sustitución de los acorazados Suffren y Bouvet, y al llegar se convirtió en el buque insignia del almirante Émile Paul Aimable Guépratte durante las operaciones posteriores, proporcionó apoyo con su artillería a las tropas durante los desembarcos iniciales del 25 de abril y posteriormente, hasta el 26 de mayo. Fue ligeramente dañado por la artillería otomana el 30 de abril y el 5 de mayo, pero siguió disparando sus cañones según fue necesario.
Durante estas operaciones estuvo bajo el mando del capitán René Auguste Beaussant. El buque participó en el previo bombardeo masivo durante la operación aliada del desembarco en los Dardanelos en la llamada batalla de Galípoli. El acorazado disparó contra las baterías de costa de los fuertes otomanos y se encontró a menudo "enmarcado por el fuego de enemigo", lo que le valió a René Beaussant que se le propusiera para el grado de Comendador de la Legión de Honor.
El Jauréguiberry fue enviado de nuevo a Puerto Said el 19 de julio y bombardeó las posiciones otomanas de Haifa el 13 de agosto; más tarde, volvió a su papel como buque insignia de la División de Siria el 19 de agosto. Participó en la ocupación de la Ile Rouad (isla de Arouad, Siria) el 1 de septiembre y otras misiones en la costa de Siria hasta que fue trasladado a Ismailia en enero de 1916 para ayudar en la protección del Canal de Suez, aunque regresó a Puerto Said poco después; fue reparado en Malta entre 25 de noviembre y el 26 de diciembre de 1916, para volver a Puerto Said  en 1917 donde permaneció allí el año 1918 en reserva.
Zarpó para Tolón, donde llegó el 6 de marzo de 1919. Fue eliminado de la lista de la marina de guerra el 20 de junio de 1920, tras lo cual fue desarmado, pero quedó asignado a la Escuela de Ingenieros hasta 1932. El Jauréguiberry fue vendido para desguace el 23 de junio de 1934 por el precio de 1 147 000 francos.